# Кралицата съм аз
Кралицата съм аз (на испански: La reina soy yo), по-рано известен като Чист поток, е мексикански сериал, режисиран от Родриго Угалде и Фернандо Урдапиета и продуциран от Телесет и Сони Пикчърс Телевижън за Телевиса през 2019 г. Адаптация е на колумбийския сериал Кралицата на ритъма, оригинална история от Андрес Салгадо, със сценарий от Саид Чами и Клаудия Санчес, продуциран от Каракол Телевисион.
В главните роли са Мишел Рено, Мане де ла Пара и Ламбда Гарсия.

## Сюжет
Историята разказва за живота на Ямели, красива жена с голям талант на композитор, която, след като е предадена от човека, когото обича, е несправедливо осъдена. В затвора тя ражда син, който ѝ е отнет, и вярва, че е мъртъв. Също в затвора Ямели става жертва на нападение и е обявена за мъртва, ситуация, която Администрацията за борба с наркотиците използва, за да ѝ даде нова самоличност, чрез която младата жена да проникне в престъпна организация. С новата си самоличност, Ямели ще започне своето отмъщение срещу онези, които са разрушили живота ѝ.

## Актьори
- Мишел Рено - Ямели
- Рената Вака - Ямели (млада)
- Ламбда Гарсия - Чарли
- Мане де ла Пара - Хуанхо
- Давид Каро Леви - Хуанхо (млад)
- Артуро Пениче - Дон Едгар
- Брандон Пениче - Алберто Канту
- Марсело Кордоба - Джак
- Поло Морин
- Арлет Теран
- Глория Сталина
- Паки Васкес
- Родриго Маганя
- Адрия Моралес
- Ани Прадо
- Рената Мантерола
- Пиер Луис
- Андрес де ла Мора
- Серхио Гутиерес
- Бриджит Белтран
- Мария Гониегос
- Карлос Вивес
- Хенте де Сона

## Премиера
Премиерата на Кралицата съм аз е на 26 август 2019 г. по Las Estrellas. Последният 82 епизод е излъчен на 17 декември 2019 г.

## Адаптации
- Кралицата на ритъма (2018–2021), колумбийски сериал, продуциран от Телесет и Сони Пикчърс Телевижън за Каракол Телевисион, режисиран от Родриго Лалинде и Лиляна Боканегра. С участието на Каролина Рамирес, Карлос Торес и Андрес Сандовал.